# Mähren (Westerwald)
Mähren település Németországban, Rajna-vidék-Pfalz tartományban. Lakosainak száma 217 fő (2023. december 31.).

## Népesség
A település népességének változása:
| Lakosok száma | 246  | 216  | 212  | 213  | 210  | 217  |
|               | 2015 | 2017 | 2019 | 2021 | 2022 | 2023 |